# Pontobelgrandiella
Pontobelgrandiella is een geslacht van weekdieren uit de klasse van de Gastropoda (slakken).

## Soorten
- Pontobelgrandiella nitida (Angelov, 1972)
- Pontobelgrandiella tanevi Georgiev, 2013